# Clubiona ningpoensis
Espèce
Clubiona ningpoensis est une espèce d'araignées aranéomorphes de la famille des Clubionidae.

## Distribution
Cette espèce est endémique du Zhejiang en Chine,. Elle se rencontre à Ningbo.

## Description
La femelle holotype mesure 6,6 mm.

## Étymologie
Son nom d'espèce, composé de ningpo et du suffixe latin -ensis, « qui vit dans, qui habite », lui a été donné en référence au lieu de sa découverte, Ningbo.

## Publication originale
- Schenkel, 1944 : Arachnoidea aus Timor und China aus den Sammlungen des Basler Museums. Revue suisse de Zoologie, vol. 51, p. 173-206 (texte intégral).